# LNEM 〜エルネム〜
『LNEM 〜エルネム〜』は、FM802で2014年9月30日から2023年3月30日まで放送されていたラジオの深夜番組。

## 概要
実質的な前身番組は、1992年から2010年4月2日まで放送された『FUNKY JAMS 802』。同番組と同じく、FM802のDJオーディションで選ばれた新人DJが担当する構成だった。
番組開始時には、2013年と2014年のDJオーディションで選ばれた男女あわせて6名が日替わりでDJを務めた。その後2016年10月にDJ陣の交代が行われ、女性DJ6名が日替わりで担当、その後、深夜枠の改編とDJ陣の構成変更があり、女性DJ2名が2曜日担当（後述）。
なお、番組タイトルにある「LNEM」とは、「Late Night Early Morning」という単語からそれぞれの頭文字を繋ぎあわせたものである。
2023年4月の改編に伴い、2023年3月30日をもって放送終了。

## 放送時間
- 火 - 日曜日 3:00 - 5:00（2014年10月 - 2015年9月）
- 火 - 土曜日 3:00 - 5:00（2015年10月 - 2016年3月）

日曜日（土曜日深夜）の放送を一旦終了。次番組は『All Nighter』（Non-DJ、事実上のフィラー）を放送。
- 火 - 日曜日 3:00 - 5:00（2016年10月 - 2017年9月）

『All Nighter』終了および新DJの加入に伴い、日曜日（土曜日深夜）の放送を再開。2015年9月までの放送日に戻った。
- 火 - 金曜日 3:00 - 5:00（2017年10月 - 2018年3月）

『Groove-U』と『802 Palette』の編成に伴い、土曜日（金曜日深夜）と日曜日（土曜日深夜）の放送を終了。
- 火 - 金曜日 4:00 - 6:00（2018年4月 - 2020年3月）

放送時間を1時間繰り下げる。
- 火 - 金曜日 3:00 - 6:00（2020年4月 - 2021年7月）

放送時間を3時間に拡大。
- 火 - 木曜日 3:00 - 6:00（2021年8月 - 2023年3月）

放送日を火 - 木曜日に短縮。

## DJ
|                        | 火曜日 （月曜日深夜） | 水曜日 （火曜日深夜） | 木曜日 （水曜日深夜） | 金曜日 （木曜日深夜） | 土曜日 （金曜日深夜） | 日曜日 （土曜日深夜） |
| ---------------------- | --------------------- | --------------------- | --------------------- | --------------------- | --------------------- | --------------------- |
| 2014年10月 - 2015年9月 | 板東さえか            | 佐藤晃一              | 河嶋奈津実            | 樋口大喜              | 塚本翔大              | 豊田穂乃花            |
| 2015年10月 - 2016年3月 | 板東さえか            | 河嶋奈津実            | 塚本翔大              | 豊田穂乃花            | 樋口大喜              | 佐藤晃一              |
| 2016年4月 - 2016年9月  | 板東さえか            | 河嶋奈津実            | 塚本翔大              | 豊田穂乃花            | 佐藤晃一              | （廃枠）              |
| 2016年10月 - 2017年9月 | 板東さえか            | 河嶋奈津実            | 高樹リサ              | 豊田穂乃花            | 田淵麻里奈            | 田中乃絵              |
| 2017年10月 - 2019年3月 | 田中乃絵              | 田中乃絵              | 高樹リサ              | 高樹リサ              | （廃枠）              | （廃枠）              |
| 2019年4月 - 2021年3月  | 田村淳一              | 田村淳一              | 桜井雅斗              | 桜井雅斗              | （廃枠）              | （廃枠）              |
| 2021年4月 - 7月        | 田中麻希              | 桜井雅斗              | 前野利依              | 田村淳一              | （廃枠）              | （廃枠）              |
| 2021年8月 - 2022年3月  | 田中麻希              | 桜井雅斗              | 田村淳一              | （廃枠）              | （廃枠）              | （廃枠）              |
| 2022年4月 - 2023年3月  | 松永恵麗奈            | 田中麻希              | ハタノユウスケ        | （廃枠）              | （廃枠）              | （廃枠）              |

- 2015年10月に板東を除く5名の担当曜日が変更された。この時はDJ自体の変更はなし。
- 土曜日（金曜日深夜）を担当していた樋口が、2016年4月より『DASH FIVE!』の月 - 水曜日を担当する事になったため、同年3月をもって本番組を卒業。初の卒業者となった。樋口に代わるDJの加入者はおらず、日曜日（土曜日深夜）担当の佐藤が後任となった。
- 2016年9月をもって本番組を卒業する塚本・佐藤と入れ替わりに、翌月より同年のDJオーディションで選ばれた高樹・田淵・田中が加入した。これに伴って番組開始からの男性DJが全員卒業し、続投する板東・河嶋・豊田を含めた女性DJ6名で構成される事になった。
- 2017年9月をもって、板東（『Poppin'FLAG!!!』へ）・河嶋（『Groove-U』へ）・豊田（『802 Palette』へ）の3名が番組を抜ける。10月以降は残った田中と高樹が番組を引き継ぐ。

## 余談
- 本番組開始当初のDJは当時現役の大学生（塚本）に加え、レーベル（レコード制作会社）を創設した人物（佐藤）、タワーレコードの現役店員（板東）などの様々な経歴を持つ人物が担当[1]。
- 板東は本番組開始以前より『RADIO ∞ INFINITY』[3]・『Ciao! MUSICA』[4]などのFM802の番組に定期的に出演していたが、他の5名はFM802デビューが本番組であり、2016年10月加入の3名も同様である。
- 豊田は本番組開始当時18歳であり、FM802における初の10代かつ最年少DJだった[1]。ちなみにこれまでの最年少DJは竹内琢也であり、竹内は2010年1月当時21歳でDJデビューしている[1]。